# 聖拉斐爾縣

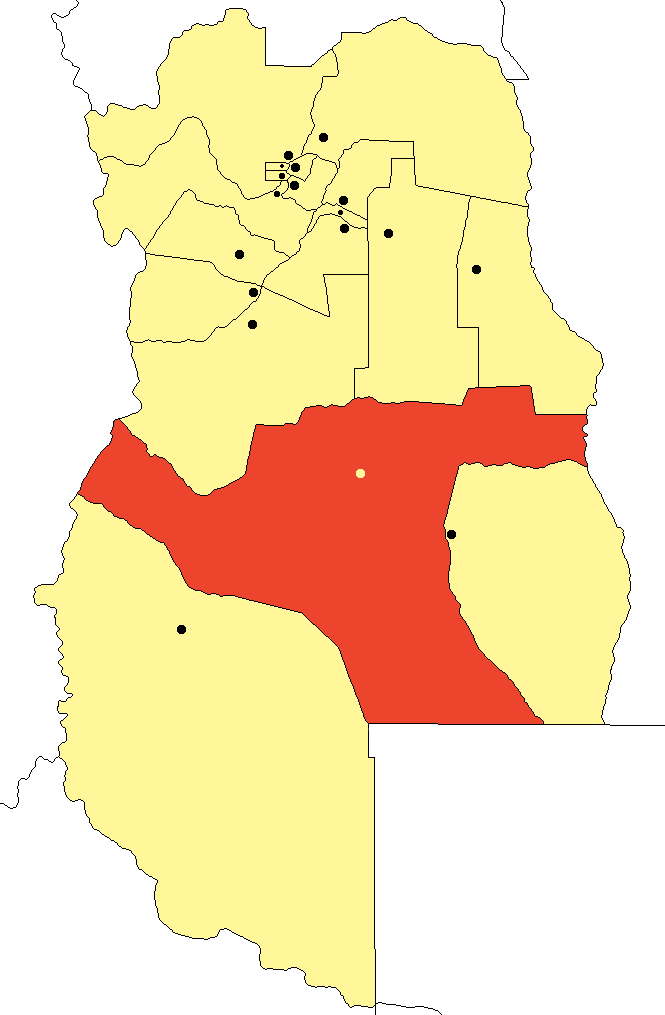

34°37′S 68°19′W / 34.617°S 68.317°W
聖拉斐爾縣（西班牙語：Departamento San Rafael），是阿根廷的縣份，位於該國西部門多薩省，首府設於聖拉斐爾，始建於1805年4月2日，面積31,235平方公里，2010年人口188,018，人口密度每平方公里6.02人。